# ویسوکا پتس (ناحیه کارلووی واری)
ویسوکا پتس (ناحیه کارلووی واری) (به چکی: Vysoká Pec) یک منطقهٔ مسکونی در جمهوری چک است که در ناحیه کارلووی واری واقع شده‌است. ویسوکا پتس ۱۳٫۳۵ کیلومتر مربع مساحت و ۳۴۵ نفر جمعیت دارد و ۷۴۴ متر بالاتر از سطح دریا واقع شده‌است.